# C. William O'Neill
Crane William O'Neill, född 14 februari 1916 i Marietta, Ohio, död 20 augusti 1978, var en amerikansk republikansk politiker och jurist. Han var den 59:e guvernören i delstaten Ohio 1957-1959.
O'Neill avlade juristexamen vid Ohio State University. Han deltog i andra världskriget i USA:s armé. Han var delstatens justitieminister (Ohio Attorney General) 1951-1957.
O'Neill besegrade demokraten Michael DiSalle i guvernörsvalet 1956. Han kandiderade två år senare till omval men förlorade mot DiSalle.
O'Neill var chefsdomare i Ohios högsta domstol från 1970 fram till sin död. Han var frimurare samt medlem i Shriners och Odd Fellows. Hans grav finns på Oak Grove Cemetery i Marietta, Ohio.